# Órgão de Jacobson

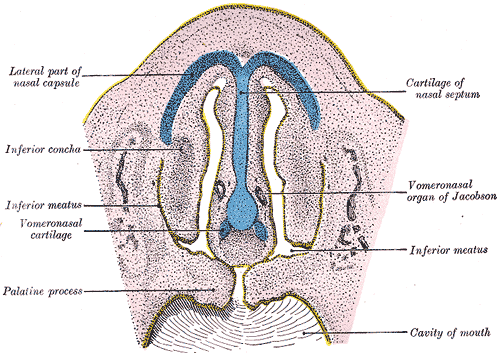
Coupe da cavidade nasal de um embrião (medindo 28 mm). O órgão de jacobson pode ser identificado à direita nesta gravura. Fonte da imagem: Gray's Anatomy.

O órgão de Jacobson ou órgão vomeronasal é um órgão olfatorial auxiliar de alguns animais classificados em biologia como tetrápodes. 
O nome Jacobson neste caso se refere ao pesquisador dinamarquês Ludwig Levin Jacobson (1783-1843); já o nome órgão vomeronasal vem do osso vômer (facial) dos animais já em estágio de vida adulto, precisamente entre o nariz e a boca. Ele se desenvolve a partir do placode nasal (olfatório), na borda anterior da placa neural.

## Função
A sua função parece ser um tanto misteriosa. Os neurônios sensoriais encontrados dentro do órgão de jacobson detectam substâncias químicas distintas que são, geralmente mas nem sempre, moléculas em estado não volátil. Maiores evidências ainda não foram encontradas até o momento (2007).

### Em animais (não humanos)

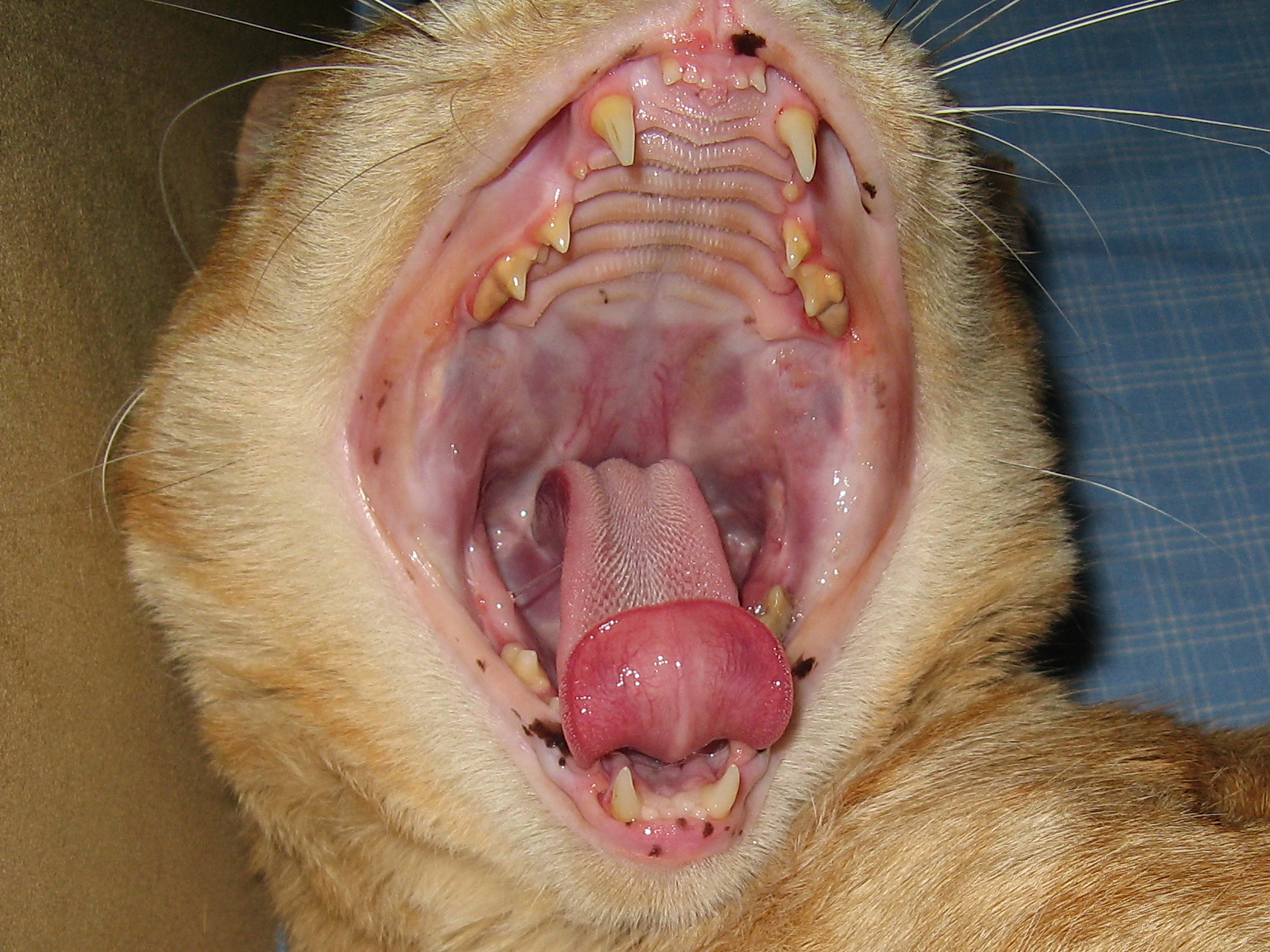
Interior da boca de um gato, onde pode observar-se a entrada do órgão de jacobson, perto dos dentes incisivos superiores.

O órgão vomeronasal serve para detectar feromônios emitidos por certos animais, como ratos caseiros, muito embora certos feromônios sejam detectados pelo epitélio olfatorial. O órgão de Jacobson também detecta outros compostos químicos além daqueles classificados como feromônios. 
As cobras e lagartos utilizam o órgão vomeronasal a fim de detectar a presença de presas em sua volta, revelando repetidamente a sua língua ao ar livre e, logo após, trazendo-a de volta ao interior de sua boca, passando-a na abertura deste órgão. Os elefantes transferem estímulos químico-sensoriais à abertura do órgão de Jacobson no céu de sua boca utilizando o "dedinho" que possuem na ponta de suas trombas. Alguns animais utilizam distintos movimentos faciais para conduzir compostos químicos a este órgão; já em outros animais, por exemplo no cavalo, na lhama e no tapir/anta, o órgão inteiro se retorce e se contrai (i.e. reação ou processo flehmen) com o propósito específico de sugar ou coletar substâncias químicas em seu meio ambiente.

### Em seres humanos
Estudos anatômicos demonstram que o órgão vomeronasal no ser humano regride durante o desenvolvimento do feto, sendo que o mesmo ocorre em outros mamíferos, como em primatas, cetáceos (i.e. mamíferos aquáticos/baleias), e em alguns morcegos. 
Não existe evidência científica de qualquer conexão neural entre o órgão de Jacobson de humanos adultos e seu cérebro. No entanto, um pequeno caroço existe no septo nasal de certas pessoas, o que leva alguns estudiosos a argumentar que esse nódulo representa um órgão vomeronasal funcional. De qualquer modo, a possível presença desse órgão em seres humanos continua (até o presente/2007) sendo um assunto revestido de controvérsias.